# Ayuntamiento de Montmeló

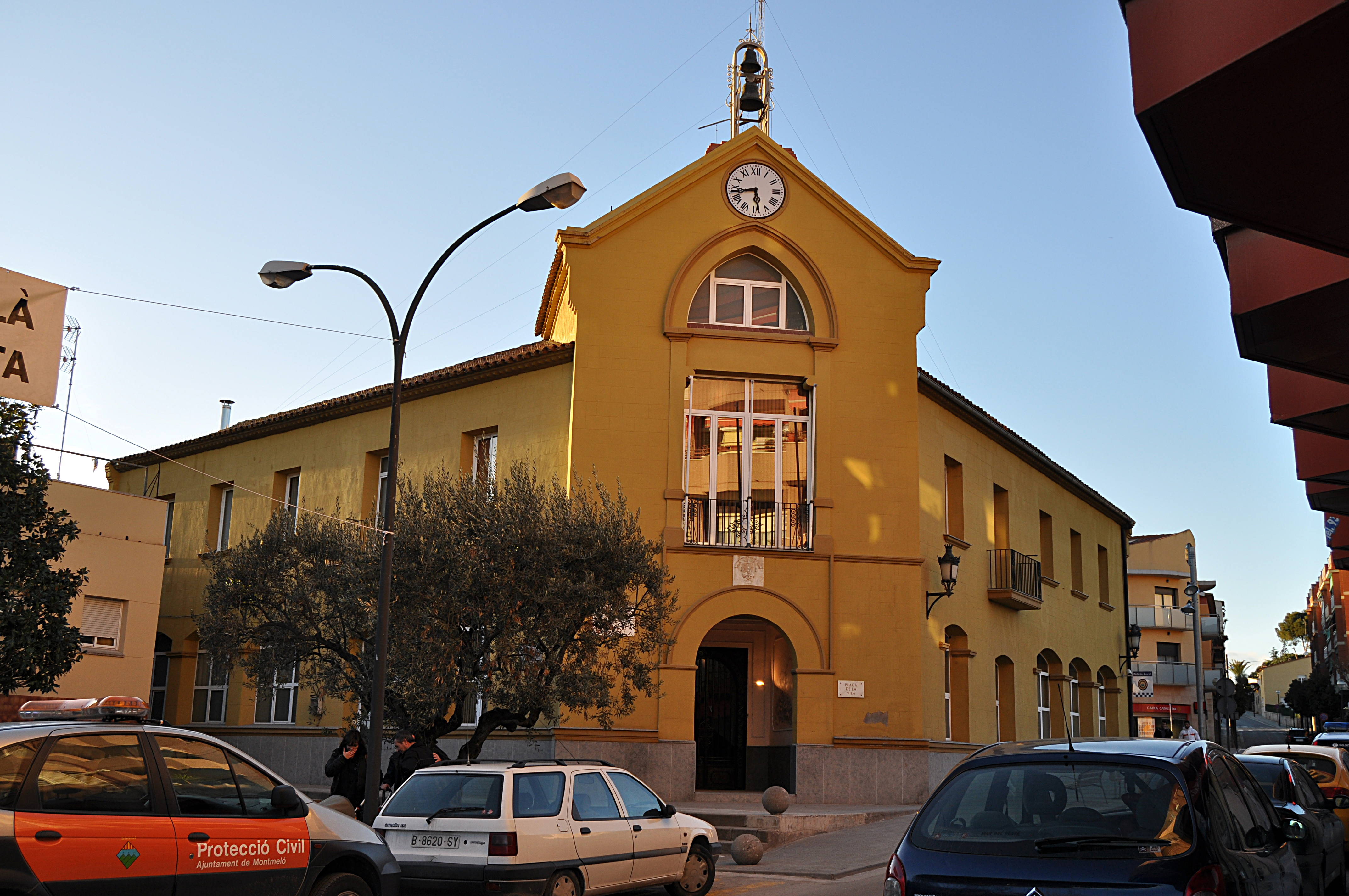
Ayuntamiento de Montmeló.

El ayuntamiento de Montmeló es un edificio ubicado en Montmeló (Barcelona) catalogado como Bien Cultural de Interés Local.

## Descripción
Es un edificio formado por dos alas situadas en la posición de un ángulo de 90 grados, en el vértice del cual se encuentra la fachada. La cubierta de este cuerpo central es de dos vertientes. Se accede en el interior a través de un arco de medio punto remarcado por una moldura sencilla. A su encima hay el escudo de la villa y en el piso superior un gran arco apuntado soportado por dos pilastras adosadas, que es un balcó. Hay también un reloj y dos campanas. A las alas laterales se abren dos hileras de ventanas, una superior y la otra inferior.

## Historia
Fue construido en los años treinta del siglo XX con la intención de ser el ayuntamiento y la escuela (el ala derecha y la izquierda eran la escuela masculina y femenina respectivamente). A la actualidad solo los dos pisos inferiores de las dos alas son destinados a escuela, el resto son locales del ayuntamiento.